# Hermión
En la mitología griega Hermión era un hijo de Europe, hermano, por tanto, de Telquis. Fundó la ciudad de Hermíone, cerca de Trecena, en la costa sudeste del Peloponeso. Esta ciudad fue después poblada por los dorios y se convirtió en un gran centro de culto a Deméter desde que se instaló allí Ctonia, la tía de Hermión.